# George Fife Angas
George Fife Angas (Newcastle, 1er mai 1789-Angaston, 15 mai 1879) est un homme d'affaires et colonisateur britannique.

## Biographie
Né dans une famille de la grande bourgeoisie, il crée la South Australian Company (en) misant sur le développement du Sud de l'Australie, à l'opposé de la traditionnelle colonie pénale. Il y engage toute sa fortune, payant le transport, l'équipement et l'implantation des premiers colons (1836). Il financera aussi l'émigration en Australie de luthériens allemands sous la conduite de Août Kavel.
Il est le père de George French Angas.